# لوهی، پاکستان
لوهی (به انگلیسی: Lohi) یک شهرک در پاکستان است که در ناحیه لسبیله واقع شده‌است.